# Badou Jack
Badou Johannes Gabriel Jack (* 31. Oktober 1983 in Stockholm) ist ein schwedischer Boxer, ehemaliger Weltmeister der WBC im Supermittelgewicht und ehemaliger Weltmeister der WBA im Halbschwergewicht, sowie aktueller WBC-Weltmeister im Cruisergewicht. Er besitzt die schwedische und aufgrund seines gambischen Vaters auch die gambische Staatsbürgerschaft.

## Amateurkarriere
Badou Jack begann erst im Alter von 18 Jahren mit dem Boxen und gewann als Amateur 150 von 175 Kämpfen. Er wurde 2004, 2005, 2006 und 2008 Schwedischer Meister im Mittelgewicht, sowie 2007 Schwedischer Meister im Halbschwergewicht. Dabei besiegte er unter anderem die schwedischen Spitzenboxer Erik Skoglund, Babacar Kamara und dreimal Kennedy Katende. Zudem gewann er unter anderem international besetzte Turniere in Schweden, Finnland und Dänemark.
Bei den Europameisterschaften 2006 in Bulgarien verlor er gegen Oleksandr Ussyk, bei den Weltmeisterschaften 2007 in den USA gegen Ramadan Yasser.
Im März 2008 gewann er die afrikanische Olympiaqualifikation in Namibia und nahm daraufhin als erster Boxer für Gambia an den Olympischen Sommerspielen 2008 in China teil, wo er jedoch noch im ersten Kampf gegen Vijender Kumar nach Punkten unterlag.

## Profikarriere
Er startete seine Profikarriere 2009 in Schweden und Finnland, ehe er 2011 in die USA übersiedelte und von Mayweather Promotions unter Vertrag genommen wurde. Er gewann seine ersten 15 Kämpfe in Folge, davon 10 vorzeitig. Zu den besiegten Gegnern zählten Alexander Brand (17-0) und Farah Ennis (21-1). Beim Kampf um die Nordamerikanische Meisterschaft der NABF im Supermittelgewicht, erreichte er im September 2013 ein Unentschieden gegen Marco Peribán (20-1).
Nach einem vorzeitigen Sieg gegen Rogelio Medina (31-4) im Dezember 2013, verlor er im Februar 2014 überraschend durch TKO in der ersten Runde gegen Derek Edwards (26-3).
Am 24. April 2015 gewann er die WBC-Weltmeisterschaft im Supermittelgewicht gegen Anthony Dirrell (27-0) und verteidigte sie erstmals am 12. September 2015 nach Punkten gegen George Groves (21-2). Im April 2016 siegte er gegen Lucian Bute (32-3) nachträglich durch Disqualifikation, nachdem Bute beim Dopingtest nach dem Kampf die Einnahme von SARMS nachgewiesen worden war. Der Kampf selbst hatte unentschieden geendet. Ein weiteres Unentschieden boxte Jack im Januar 2017 gegen IBF-Weltmeister James DeGale (23-1).
Am 26. August 2017 gewann er die WBA-Weltmeisterschaft im Halbschwergewicht durch einen vorzeitigen Sieg gegen Nathan Cleverly (30-3). Den Titel legte er jedoch bereits am 23. September desselben Jahres nieder, da er nicht gegen Pflichtherausforderer Dmitri Biwol antreten wollte.
Am 19. Mai 2018 boxte er ein Unentschieden, das bereits vierte seiner Profikarriere, gegen WBC-Weltmeister Adonis Stevenson (29-1). Im Januar 2019 unterlag er zudem nach Punkten gegen Marcus Browne (22-0). In dem Kampf ging es um die Interims-Weltmeisterschaft der WBA im Halbschwergewicht.
Am 28. Dezember 2019 boxte er um den WBA-Weltmeistertitel im Halbschwergewicht, unterlag jedoch knapp nach Punkten gegen Jean Pascal (34-6). Nach fünf folgenden Siegen konnte er am 26. Februar 2023 um den WBC-Weltmeistertitel im Cruisergewicht boxen und siegte durch TKO in der zwölften Runde gegen Ilunga Makabu (29-2). 